# HD 27650
HD 27650，又名BD+42 946，SAO 39501、HR 1371，是一颗恒星，视星等为6.23，位于銀經159.24，銀緯-5.01，其B1900.0坐标为赤經4h 16m 38s，赤緯+42° -5.01′ 38″。